# Torian Graham
Torian Graham, né le 9 septembre 1993, à Durham, en Caroline du Nord, est un joueur américain de basket-ball. Il évolue au poste d'arrière.